# Sóng lừng ngoài khơi Kanagawa
Sóng lừng ngoài khơi Kanagawa (神奈川沖浪裏 (Thần Nại Xuyên xung lãng lí)/ かながわ-おき なみ うら Kanagawa-oki nami ura, "Under a wave off Kanagawa"), cũng gọi là Sóng lừng hay đơn giản là Sóng, là một tranh mộc bản của nghệ sĩ ukiyo-e Hokusai người Nhật Bản. Nó được xuất bản vào khoảng giữa năm 1829 và 1833 vào cuối thời Edo là bản in đầu tiên trong sê-ri 36 cảnh núi Phú Sĩ của Hokusai. Đây là tác phẩm nổi tiếng nhất của Hokusai và là một trong những tác phẩm nghệ thuật Nhật Bản dễ nhận biết nhất trên thế giới.
Hình ảnh mô tả một làn sóng khổng lồ đe dọa ba chiếc thuyền ngoài khơi thị trấn Kanagawa (thành phố ngày nay của thành phố Yokohama, tỉnh Kanagawa) trong khi Núi Phú Sĩ nổi lên ở phía sau. Mặc dù đôi khi được coi là Sóng thần, sóng có nhiều khả năng là sóng giả mạo lớn. Như trong nhiều bản in trong sê-ri, nó mô tả khu vực xung quanh núi Phú Sĩ trong những điều kiện đặc biệt và chính ngọn núi xuất hiện trong nền.
Ấn tượng ban đầu của bản in nằm trong nhiều bộ sưu tập phương Tây, bao gồm Bảo tàng Nghệ thuật Metropolitan, Bảo tàng Anh, Viện Nghệ thuật Chicago, Bảo tàng Nghệ thuật Hạt Los Angeles, Phòng triển lãm Quốc gia Victoria ở Melbourne, và ở Claude Nhà của Monet ở Giverny, Pháp, trong số nhiều bộ sưu tập khác.
Những bản in sóng khác của Hokusai:

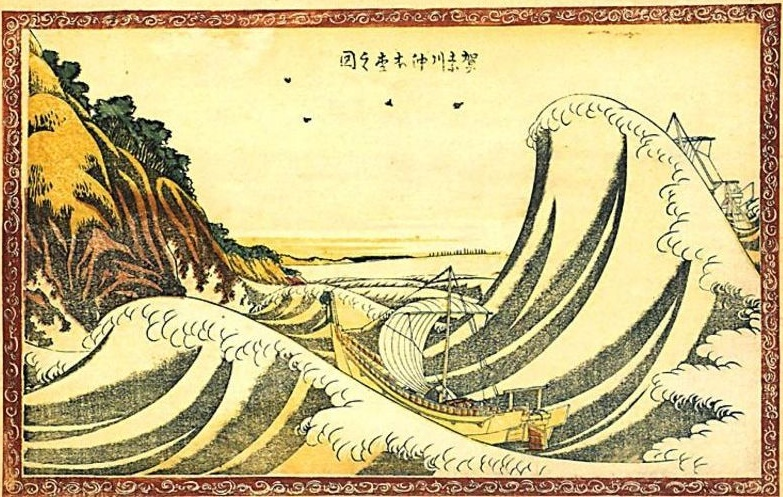
Kanagawa-oki Honmoku no zu, "Quang cảnh Honmoku ngoài khơi Kanagawa", do Hokusai tạo ra vào khoảng năm 1803.
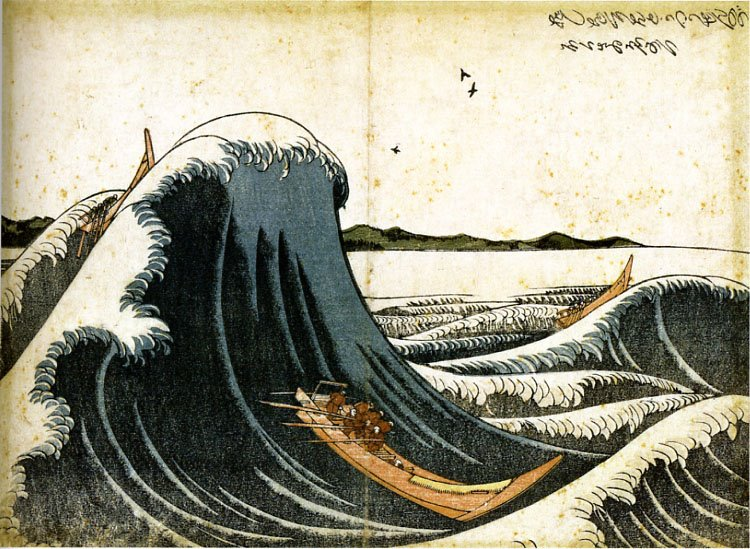
Oshiokuri Hato Tsusen no Zu, "thuyền chở hàng chống chọi với sóng", được Hokusai tạo ra vào khoảng năm 1805.
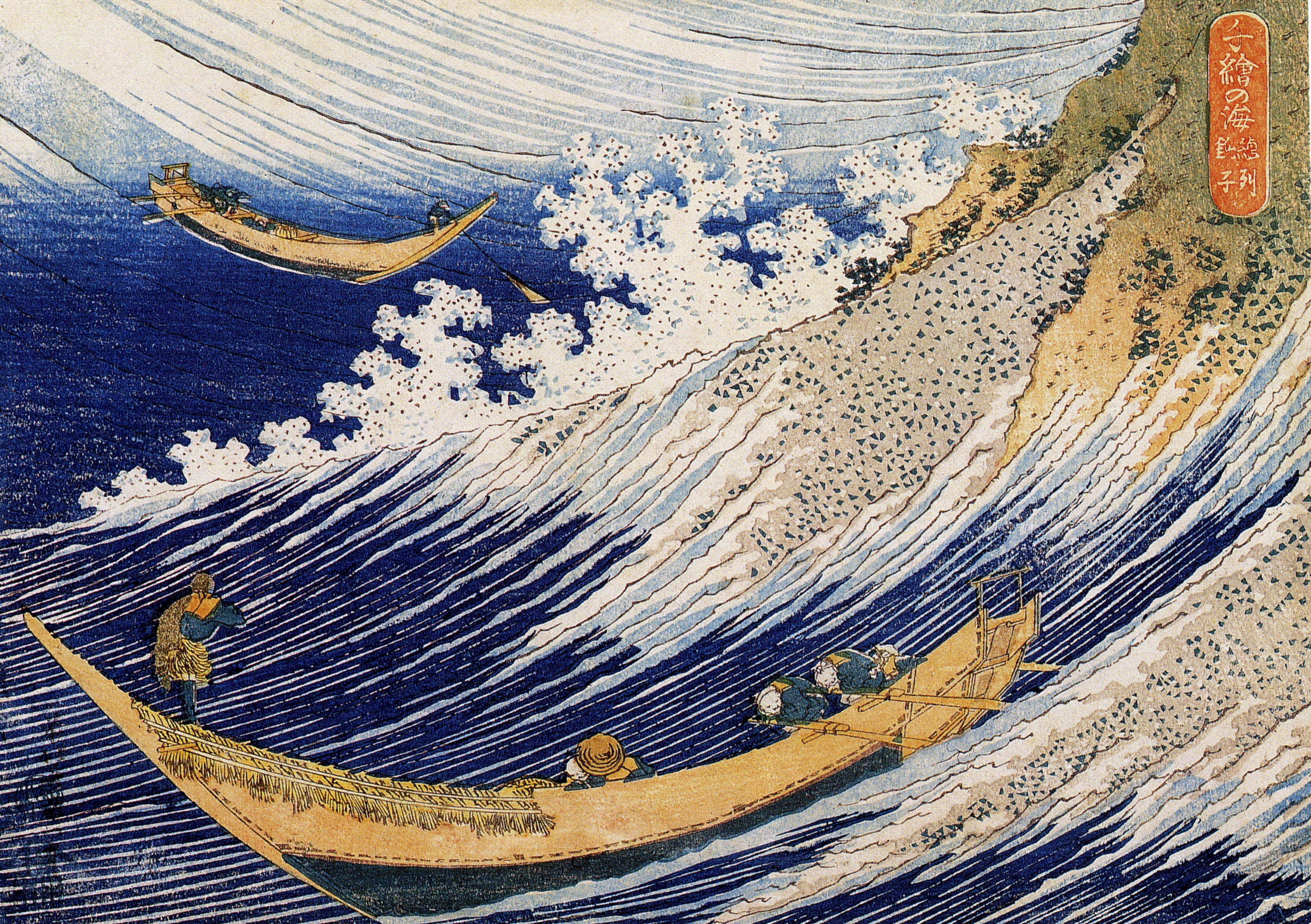
Chie no umi, "Ngàn hình ảnh của đại dương", Chōshi ở tỉnh Shimosa (Sōshū Chōshi). Hokusai, 1832-1834.
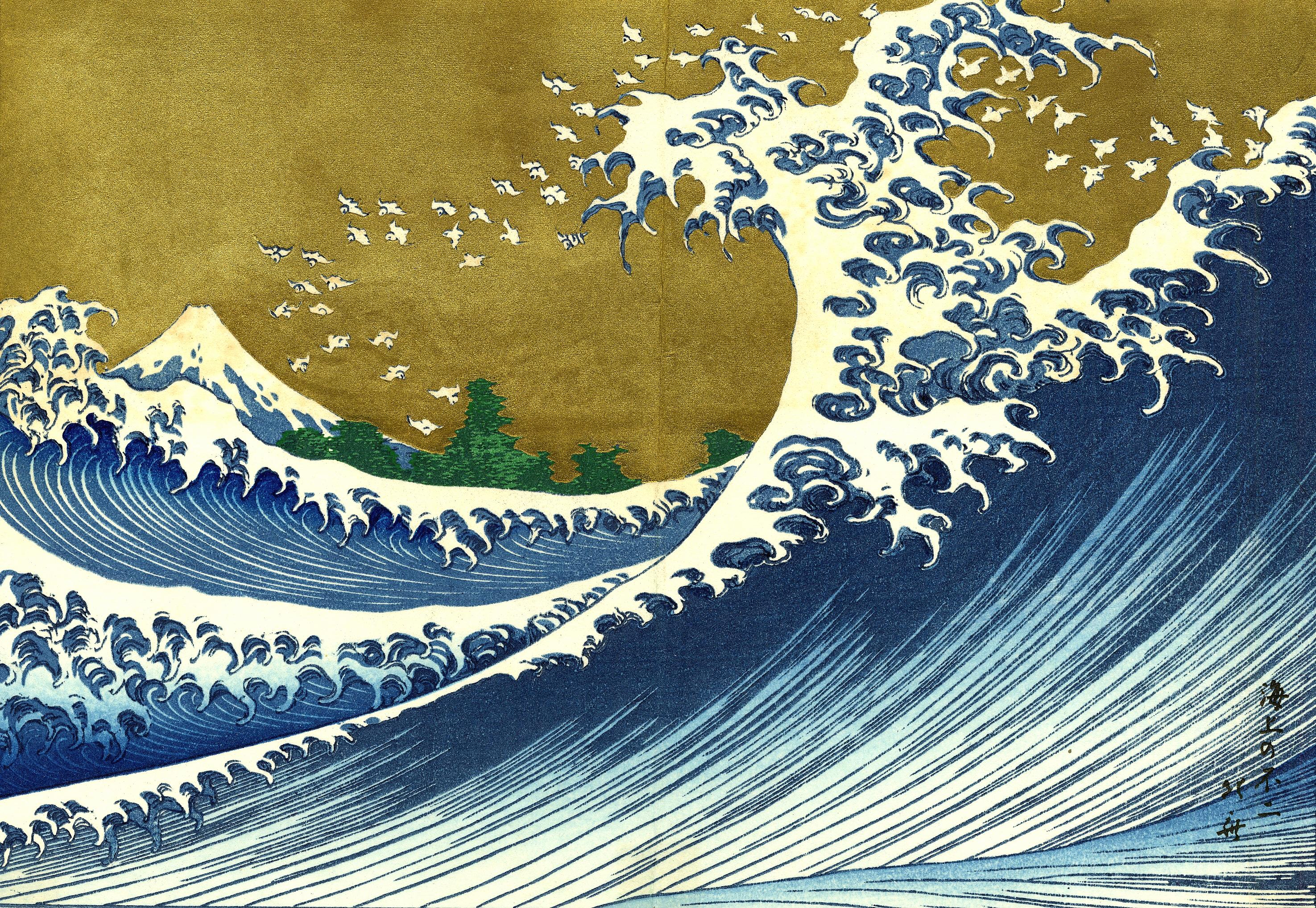
Kaijo no fuji, in trong tập thứ hai của từ Trăm cảnh núi Phú Sĩ, 1834, Hokusai.

## Ảnh hưởng
Bản in là một trong những tác phẩm nghệ thuật được tái tạo nhiều nhất và được công nhận ngay lập tức nhất trên thế giới.
Vincent van Gogh, một người rất ngưỡng mộ Hokusai, đã ca ngợi chất lượng vẽ và sử dụng đường nét trong Great Wave, và nói rằng nó có một tác động cảm xúc đáng sợ.

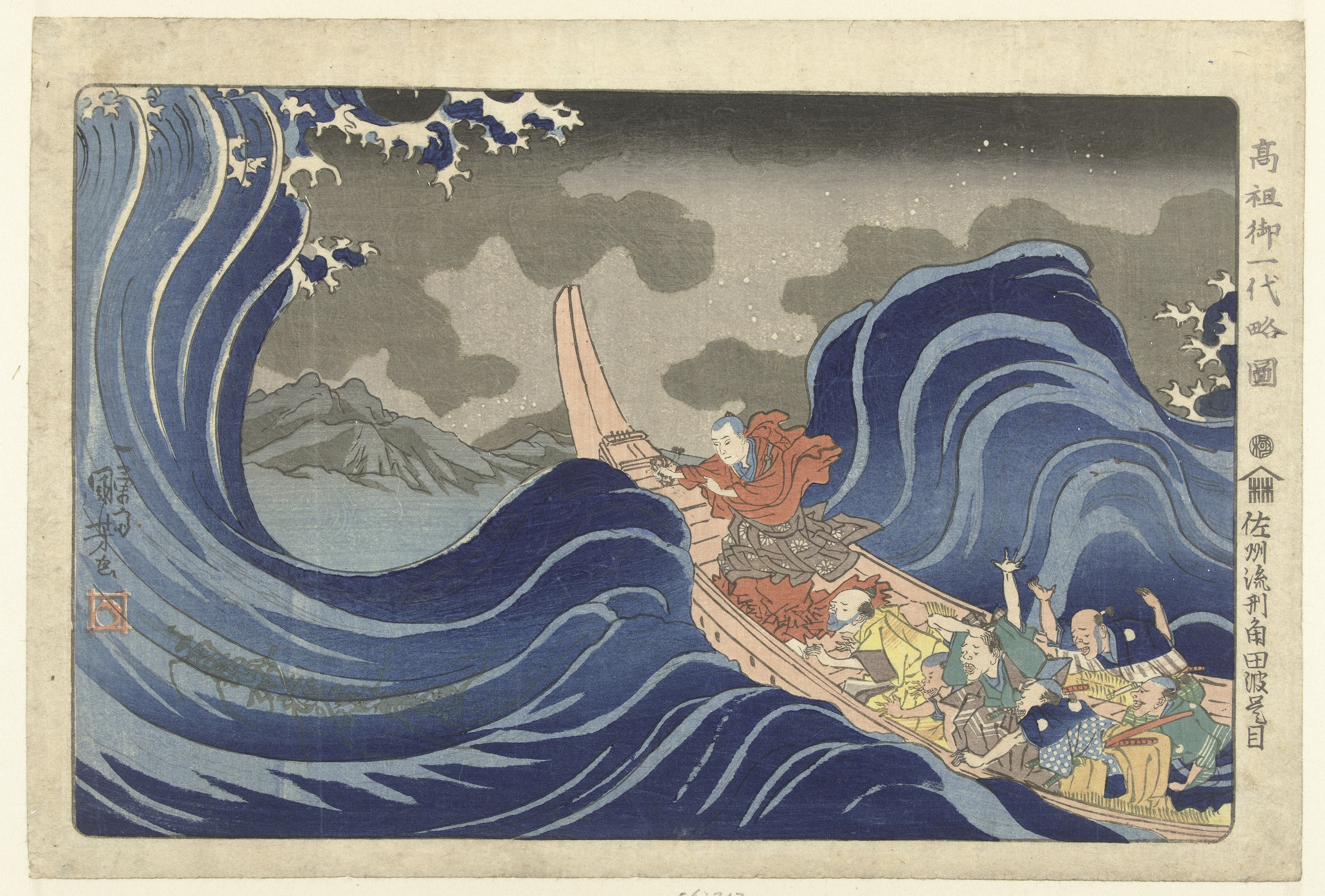
Monk Nichiren Calming the Stormy Sea của Utagawa Kuniyoshi (k. 1835)
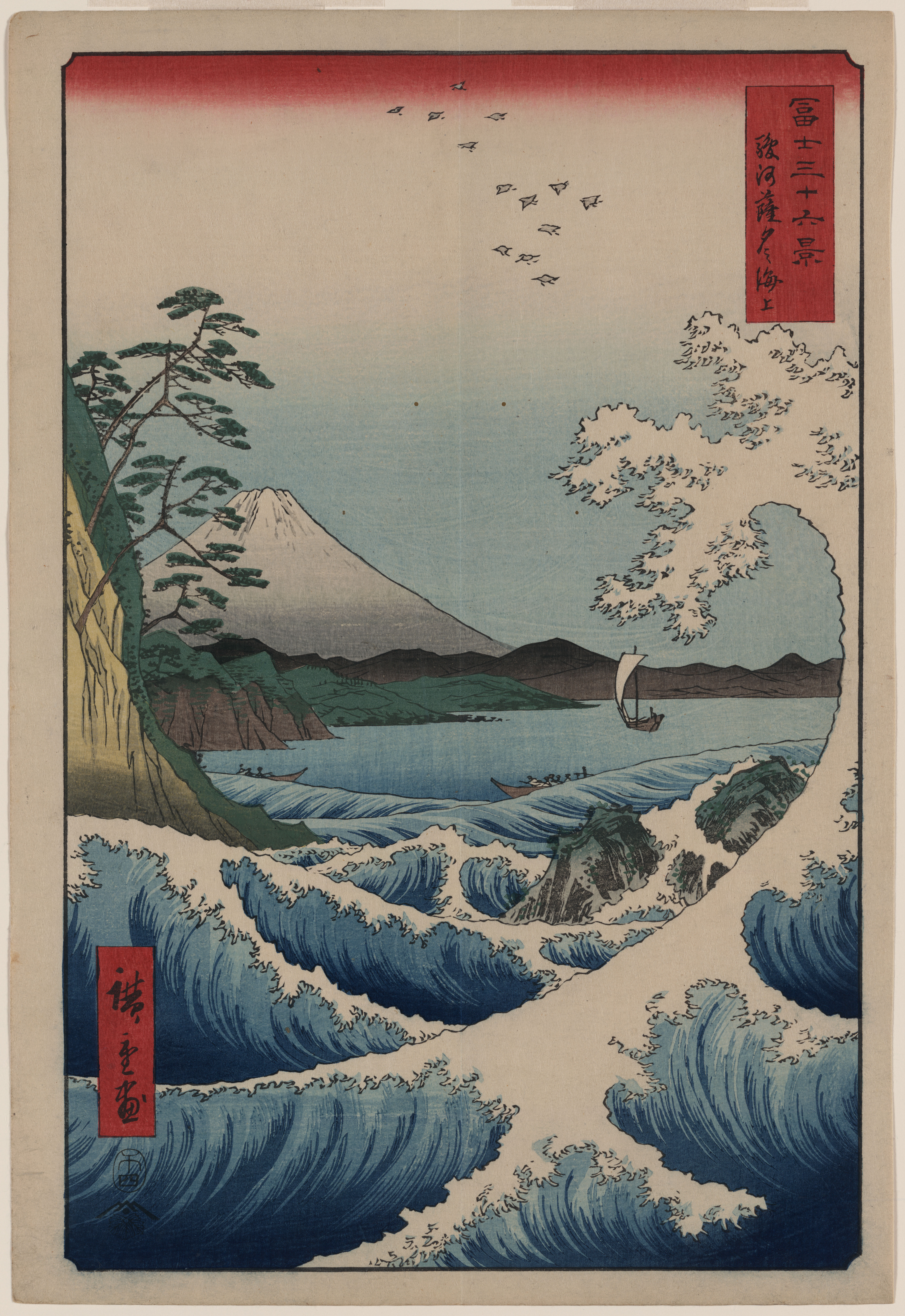
The Sea off Satta in Suruga Province của Hiroshige (1858)
The Wave, thạch bản của Gustave-Henri Jossot (1894)
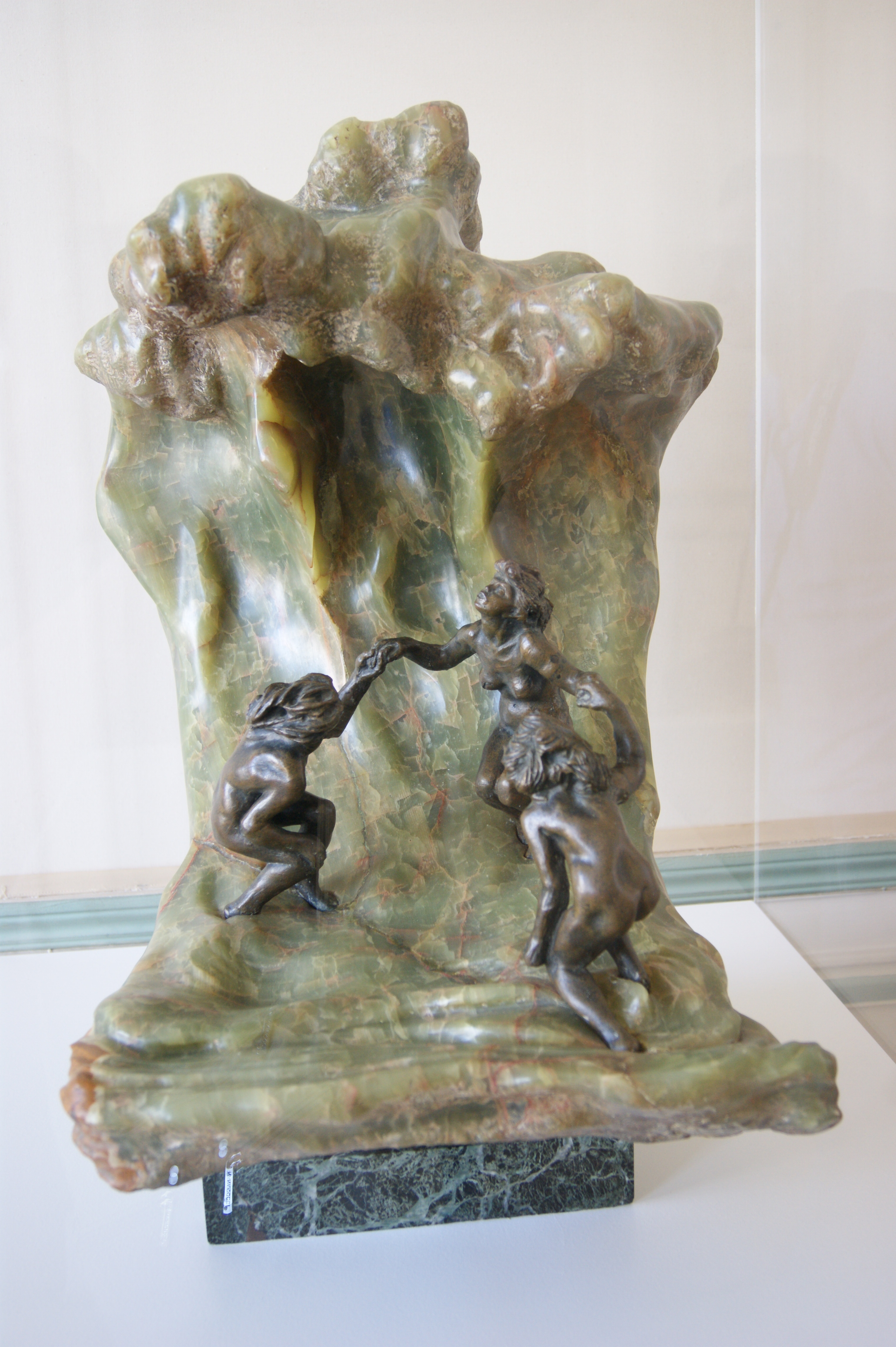
La Vague của Camille Claudel (1897)
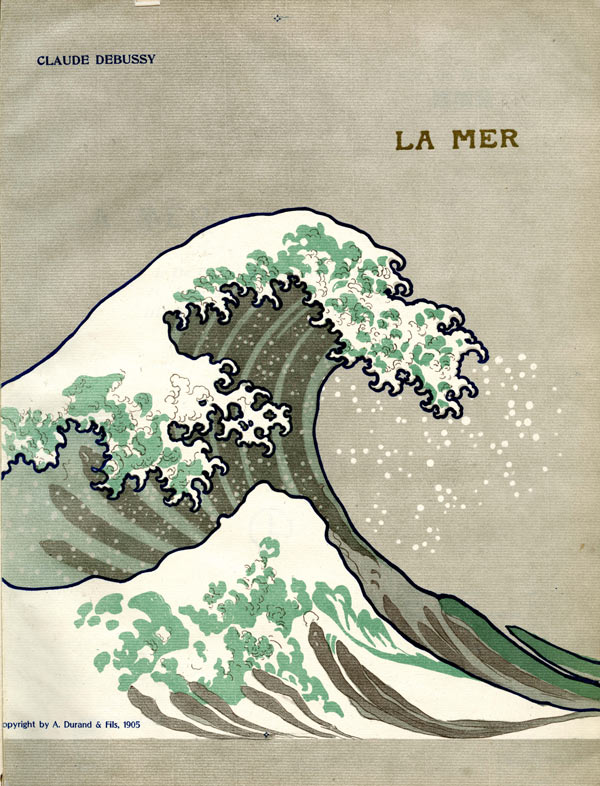
Bìa La mer của Debussy  (1905)
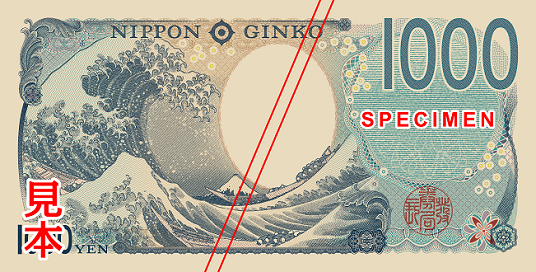
Tiền giấy 1.000 yên Nhật Bản sẽ được phát hành vào năm 2024